# Liste de compositrices de musique classique
Cet article présente une liste des principales compositrices de musique classique à travers le monde. Le tableau permet le tri par ordre alphabétique, date de naissance, date de décès ou nationalité.
Cette liste n'a pas vocation d'exhaustivité. La notoriété d'une seule œuvre peut justifier la présence de sa compositrice. Il faut entendre par « musique classique » la musique savante d'origine liturgique et séculière, par opposition à la musique populaire, du Moyen Âge à nos jours.
| Compositrices                            | Année de naissance | Année de décès     | Nationalité               | Principaux genres abordés                                                                                     |  |
| ---------------------------------------- | ------------------ | ------------------ | ------------------------- | --- |  |
| Sappho                                   | vers 630 av. J.-C. | vers 580 av. J.-C. | Grèce antique             | Musique grecque antique                                                                                       |  |
| Kassia                                   | vers 805           | vers 865           | Empire byzantin           | Tous genres confondus                                                                                         |  |
| Hildegarde de Bingen                     | 1098               | 1179               | Allemagne                 | Musique religieuse                                                                                            |  |
| Beatritz de Dia                          | 1140               | 1175               | France                    | Musique vocale                                                                                                |  |
| Maddalena Casulana                       | vers 1544          | vers 1590          | Italie                    | Musique vocale, madrigaux                                                                                     |  |
| Raffaela (Vittoria) Aleotti              | vers 1575          | après 1640         | Italie                    | Musique religieuse                                                                                            |  |
| Caccini, Francesca                       | 1587               | après 1641         | Italie                    | Musique vocale                                                                                                |  |
| Lucrezia Orsina Vizzana                  | 1590               | 1662               | Italie                    | Musique religieuse (Motets)                                                                                   |  |
| Chiara Margarita Cozzolani               | 1602               | vers 1677          | Italie                    | Musique religieuse, Madrigaux                                                                                 |  |
| Strozzi, Barbara                         | 1619               | 1677               | Italie                    | Musique vocale                                                                                                |  |
| Leonarda, Isabella                       | 1620               | 1704               | Italie                    | Musique religieuse (Motets), musique de chambre                                                               |  |
| Bembo, Antonia                           | 1643               | 1715               | Italie / France           | Musique orchestrale, vocale et religieuse                                                                     |  |
| Rosa Giacinta Badalla                    | vers 1660          | vers 1710          | Italia                    | Musique religieuse                                                                                            |  |
| Bianca Maria Meda                        | vers 1665          | vers 1700          | Italie                    | Musique religieuse, vocale                                                                                    |  |
| Jacquet de La Guerre, Élisabeth          | 1665               | 1729               | France                    | Musique religieuse, musique de chambre, opéra                                                                 |  |
| Camilla de Rossi                         | vers 1670          | après 1710         | Italie / Autriche         | Musique religieuse, opéra                                                                                     |  |
| Maria Teresa Agnesi                      | 1720               | 1795               | Italie                    | Musique de chambre, musique symphonique, clavecin, opéras                                                     |  |
| Gambarini, Elisabetta de                 | 1731               | 1765               | Angleterre                | Œuvres pour clavecin                                                                                          |  |
| Anna Bon                                 | vers 1740          | après 1767         | Italie                    | Sonate pour flute et pour clavecin                                                                            |  |
| Maddalena Laura Lombardini Sirmen        | 1745               | 1818               | Italie /France/Angleterre | Musique de chambre                                                                                            |  |
| Harriett Abrams                          | 1758               | 1821               | Angleterre                | Chansons, ballades                                                                                            |  |
| Montgeroult, Hélène de                   | 1764               | 1836               | France                    | Œuvres pour piano (sonates, études).                                                                          |  |
| Frances Parke, Maria                     | 1773               | 1860               | France                    | Œuvres pour piano                                                                                             |  |
| Dussek, Sophia                           | 1775               | 1831               | Écosse                    | Œuvres pour piano et harpe                                                                                    |  |
| De Bawr, Sophie                          | 1784               | 1845               | Espagne                   | Opéra |  |
| Colbran, Isabella                        | 1784               | 1845               | Espagne                   | Œuvres pour piano, harpe et voix                                                                              |  |
| Bigot, Marie                             | 1786               | 1820               | France                    | Œuvres pour piano                                                                                             |  |
| Boissier-Butini, Caroline                | 1786               | 1836               | Suisse                    | Musique orchestrale, œuvres pour piano et orgue                                                               |  |
| Szymanowska, Maria                       | 1789               | 1831               | Russie                    | Œuvres pour piano                                                                                             |  |
| Farrenc, Louise                          | 1804               | 1875               | France                    | Musique orchestrale, musique vocale, musique de chambre, œuvres pour piano                                    |  |
| Mendelssohn, Fanny                       | 1805               | 1847               | Allemagne                 | Œuvres pour piano, Lieder                                                                                     |  |
| Malibran, Maria                          | 1808               | 1836               | France                    | Musique vocale, romances                                                                                      |  |
| Mayer, Emilie                            | 1812               | 1883               | Allemagne                 | Œuvres pour piano, musique symphonique.                                                                       |  |
| Mary Anne à Beckett                      | 1815               | 1863               | Angleterre                | Œuvres pour piano, opéra, chansons                                                                            |  |
| Schumann, Clara                          | 1819               | 1896               | Allemagne                 | Œuvres pour piano, Lieder                                                                                     |  |
| Viardot, Pauline                         | 1821               | 1910               | France                    | Opérettes |  |
| Hugo, Adèle                              | 1830               | 1915               | France                    | Œuvres pour piano et voix                                                                                     |  |
| van Rees, Catharina Felicia              | 1831               | 1915               | Pays-Bas                  | Œuvres pour piano, opéra                                                                                      |  |
| Bronsart von Schellendorf, Ingeborg      | 1840               | 1913               | Allemagne                 | Œuvres pour piano, opéras, musique de chambre, musique symphonique, lieder                                    |  |
| Adayevskaya, Ella                        | 1846               | 1926               | Russie                    | Opéra, musique de chambre, Musique vocale                                                                     |  |
| Backer Grøndahl, Agathe                  | 1847               | 1907               | Norvège                   | Œuvres pour piano, chant                                                                                      |  |
| Gonzaga, Chiquinha                       | 1847               | 1935               | Brésil                    | Œuvres pour piano, opérettes                                                                                  |  |
| Holmès, Augusta                          | 1847               | 1903               | France                    | Opéra, musique orchestrale, cantates, mélodies                                                                |  |
| Luise Adolpha Le Beau                    | 1850               | 1927               | Allemagne                 | Œuvres pour piano, opéras, lieder                                                                             |  |
| Dell'Acqua, Eva                          | 1856               | 1930               | Belgique                  | Opéras, opérettes, mélodies                                                                                   |  |
| Hopekirk, Helen                          | 1856               | 1945               | Grande-Bretagne           | Œuvres pour piano, musique vocale                                                                             |  |
| Chaminade, Cécile                        | 1857               | 1944               | France                    | musique de chambre, musique symphonique, mélodies                                                             |  |
| Bock, Berta                              | 1857               | 1945               | Roumanie                  | Œuvres pour piano, chant, opéra                                                                               |  |
| Bonis, Mel (Mélanie)                     | 1858               | 1937               | France                    | Œuvres pour piano, orgue, musique de chambre, musique sacrée, œuvres pour orchestre et pour orchestre et voix |  |
| Smyth, Ethel                             | 1858               | 1944               | Angleterre                | œuvres pour piano, concerto, musique de chambre, œuvres pour chœur                                            |  |
| Needham, Alicia Adélaide                 | 1864               | 1945               | Irlande                   | Musique vocale et chorale                                                                                     |  |
| Strohl, Rita                             | 1865               | 1941               | France                    | Musique vocale, musique de chambre, musique symphonique                                                       |  |
| Beach, Amy                               | 1867               | 1944               | États-Unis                | Piano, musique de chambre, mélodies, œuvres chorales                                                          |  |
| Droucker, Sandra                         | 1876               | 1944               | Russie                    | Œuvres pour piano                                                                                             |  |
| Boulay, Joséphine                        | 1869               | 1925               | France                    | Musique de chambre, musique religieuse, œuvres pour piano                                                     |  |
| Adam de Aróstegui, María de las Mercedes | 1873               | 1957               | Cuba                      | Musique orchestrale, opéra, musique vocale                                                                    |  |
| Mahler, Alma                             | 1879               | 1964               | Autriche                  | Lieder |  |
| Lauru, Cécile                            | 1881               | 1959               | France                    | Musique symphonique, musique de chambre, lieder, mélodies                                                     |  |
| Pejačević, Dora                          | 1885               | 1923               | Croatie                   | Musique de chambre, musique orchestrale, vocales...                                                           |  |
| Clarke, Rebecca                          | 1886               | 1979               | Royaume-uni               | Musique de chambre, œuvres chorales et vocales                                                                |  |
| Boulanger, Nadia                         | 1887               | 1979               | France                    | Musique orchestrale, musique vocale, musique de chambre                                                       |  |
| Sohy, Charlotte                          | 1887               | 1955               | France                    | Musique orchestrale, opéra                                                                                    |  |
| Price, Florence                          | 1887               | 1953               | États-Unis                | Musique classique, musique de chambre, concerto, symphonies                                                   |  |
| Boyle, Ina                               | 1889               | 1967               | Irlande                   | Musique orchestrale, musique vocale, musique de chambre, Opéra                                                |  |
| Canal, Marguerite                        | 1890               | 1978               | France                    | Musique symphonique, musique de chambre, musique vocale                                                       |  |
| Tailleferre, Germaine                    | 1892               | 1983               | France                    | Musique de chambre, mélodies, concertos, ballets, opéras, opérettes                                           |  |
| Boulanger, Lili                          | 1893               | 1918               | France                    | Musique orchestrale, musique vocale, musique de chambre                                                       |  |
| Plé-Caussade, Simone                     | 1897               | 1986               | France                    | Musique vocale, piano, orgue, musique sacrée                                                                  |  |
| Eckhardt-Gramatté, Sophie-Carmen         | 1899               | 1974               | Canada                    | Musique orchestrale, musique de chambre, œuvres pour piano et violon                                          |  |
| Garūta, Lūcija                           | 1902               | 1977               | Lettonie                  | Musique de chambre, piano, œuvres chorales                                                                    |  |
| Arrieu, Claude                           | 1903               | 1990               | France                    | Musique orchestrale, musique vocale, musique de chambre                                                       |  |
| Delbos, Claire                           | 1906               | 1959               | France                    | Musique vocale, orgue                                                                                         |  |
| Coulthard, Jean                          | 1908               | 2000               | Canada                    | Musique orchestrale, musique de chambre                                                                       |  |
| Bacewicz, Grażyna                        | 1909               | 1969               | Pologne                   | Musique vocale, opéra, Musique de chambre, Musique orchestrale                                                |  |
| Kanai, Kikuko                            | 1911               | 1986               | Japon                     | Opéra, Musique de chambre, Musique orchestrale, musique vocale                                                |  |
| Kaprálová, Vítězslava (Vita)             | 1915               | 1940               | Tchéquie                  | Musique orchestrale, musique de chambre, piano                                                                |  |
| Aarne, Els                               | 1917               | 1995               | Estonie                   | Musique orchestrale, musique de chambre                                                                       |  |
| Viðar, Jórunn                            | 1918               | 2017               | Islande                   | Musique orchestrale, musique vocale, musique de chambre                                                       |  |
| Oustvolskaïa, Galina                     | 1919               | 2006               | Russie                    | Musique orchestrale, Musique de chambre, musique symphonique                                                  |  |
| Jolas, Betsy                             | 1926               |                    | France                    | Musique orchestrale, musique de chambre, opéras                                                               |  |
| Alcalay, Luna                            | 1928               | 2012               | Autriche                  | Opéras, musique de chambre, œuvres chorales                                                                   |  |
| Maixandeau, Marie-Véra                   | 1929               | 2018               | France                    | Musique orchestrale, musique de chambre, musique vocale, piano, orgue, mélodies, concerto, ballet             |  |
| Fontyn, Jacqueline                       | 1930               |                    | Belgique                  | Musique orchestrale, musique de chambre, piano                                                                |  |
| Awatef Abdel Karim                       | 1931               |                    | Égypte                    | Musique orchestrale, musique chorale, violon, piano                                                           |  |
| Ferreyra, Beatriz                        | 1937               |                    | Argentine                 | Musique électroacoustique, Musique concrète                                                                   |  |
| Goubaïdoulina, Sofia                     | 1931               |                    | Russie                    | Musique de chambre, œuvres pour piano, musique religieuse                                                     |  |
| Radigue, Éliane                          | 1932               |                    | France                    | Musique électronique, musique concrète, musique minimaliste                                                   |  |
| Coulombe Saint-Marcoux, Micheline        | 1938               | 1985               | Canada                    | Musique électroacoustique                                                                                     |  |
| Amacher, Maryanne                        | 1938               | 2009               | États-Unis                | Musique acousmatique, musique électronique                                                                    |  |
| Aboulker, Isabelle                       | 1938               |                    | France                    | Opéras dont un certain nombre pour les enfants, pièces instrumentales                                         |  |
| Coates, Gloria                           | 1938               |                    | États-Unis                | Musique orchestrale, musique de chambre, œuvres chorales                                                      |  |
| Deschênes, Marcelle                      | 1939               |                    | Canada                    | Musique électroacoustique                                                                                     |  |
| Castillo, Graciela                       | 1940               |                    | Argentine                 | Musique électroacoustique                                                                                     |  |
| Monk, Meredith                           | 1942               |                    | USA                       | Operas, musique vocale                                                                                        |  |
| Mori Junko                               | 1948               |                    | Japon                     | Musique de chambre                                                                                            |  |
| Firsova, Ielena                          | 1950               |                    | Russie                    | Musique de chambre, musique symphonique                                                                       |  |
| Lejla Agolli                             | 1950               |                    | Albanie                   | Musique de chambre, musique symphonique, cantates                                                             |  |
| Saariaho, Kaija                          | 1952               | 2023               | Finlande                  | Musique symphonique, musique de chambre, opéras, Musique électroacoustique                                    |  |
| Etō, Keiko                               | 1953               |                    | Japon                     | Musique de chambre, musique symphonique                                                                       |  |
| Bodorová, Sylvie                         | 1954               |                    | République tchèque        | Musique de chambre, musique symphonique, concertos, opéras, musique religieuse                                |  |
| Beamish, Sally                           | 1956               |                    | Royaume-Uni               | Musique de chambre, vocale, chorale et orchestrale                                                            |  |
| Charrière, Caroline                      | 1960               | 2018               | Suisse                    | Tous genres musicaux                                                                                          |  |
| Unsuk Chin                               | 1961               |                    | Corée du Sud              | Musiques vocale, chorale et orchestrale, opéra                                                                |  |
| Khoury, Joelle                           | 1963               |                    | Liban                     | Musique de chambre, opéras                                                                                    |  |
| Lacaze, Sophie                           | 1963               |                    | France                    | Musique de chambre, opéras, musique symphonique                                                               |  |
| Guðmundsdóttir, Björk                    | 1965               |                    | Islande                   | Musique vocale, musique électronique, musique expérimentale                                                   |  |
| Komsta, Marzena                          | 1970               |                    | Pologne                   | Musique de chambre, concertos, orchestres                                                                     |  |
| Winkelman, Helena                        | 1974               |                    | Suisse/Néerlandaise       | Musique acousmatique, musique électronique, musique de chambre                                                |  |
| Barbey, Jeanne                           | 1977               |                    | France                    | Musique religieuse (Te Deum,Veni Creator, Regina Caeli)                                                       |  |
| Béjar, Nélida                            | 1979               |                    | Espagne                   | Opéra, musique électronique, musique de chambre                                                               |  |
| Elizabeth Knudson                        | 1981               |                    | Canada                    | Opérette, musique de chambre, musique chorale et orchestrale                                                  |  |
| Sofía Dellapórta                         | vers 1850          | vers 1880          | Grèce                     | |  |

| Légende des couleurs utilisées en fonction du pays d'origine des compositrices |
| Europe de l'Ouest                                                              |
| Europe de l'Est                                                                |
| Amérique du Nord                                                               |
| Amérique centrale et du Sud                                                    |
| Asie                                                                           |
| Afrique, Australie, Océanie                                                    |